# L'Assegador
L'Assegador (en castellà i oficialment, El Azagador) és una pedania al municipi valencià de Requena, a la comarca de la Plana d'Utiel-Requena. Comptava el 2015 amb 51 habitants.

## Geografia
Situat a l'oest del riu Magre, es troba a 3,5 quilòmetres en línia recta de Requena. Al nord trobem la pedania del Derramador i al sud la del Pontón. S'arriba per la CV-450 que surt de la N-322.

## Història
El nom de la pedania té el seu origen en la conversió en regadiu de les riberes del riu Oleana (avui Riu Magre) pels àrabs, ja que el reg s'organitzava per tandes i per torns, corresponent aquesta tanda al diumenge, l'última, (per als àrabs zaga) i per derivació Azagador" 

## Economia
L'economia d'aquesta pedania majoritàriament és l'agricultura en la qual es cultiva principalment la vinya, l'ametller i l'olivera. Com indústria hi ha ubicada en el terme un celler cooperativa amb el nom de Cooperativa Agrícola San Miguel que és compartida amb els viticultors del Derramador. També compta amb una important empresa bodeguera, Bodegas Torroja.

## Casa de postes
L'antiga casa de postes és anterior al segle xvii i totalment recuperada. Es creu que fou l'origen del nucli de població, ja que existeix una inscripció de 1217 a un mur de fang. Hi ha tots els elements mínims que ha tingut sempre una casa de conreu, com Habitatge, corrals, quadres, paller, terrats amb els seus graners o cambres (per conservar els diferents cereals per separat), porxo, forn, llenyer, xemeneies i llar per encendre foc, celler i l'era per batre el cereal, etc.

## Festes
Les festes patronals se celebren en honor de Sant Jaume el Major, el cap de setmana més proper al 25 de juliol.